# Sport-Thieme
Sport-Thieme ist ein deutsches Versandhandelsunternehmen, das sich auf den institutionellen Sport spezialisiert hat. Der Hauptsitz befindet sich im niedersächsischen Grasleben. Das Unternehmen betreibt bundesweit sieben Verkaufsniederlassungen und ist Partner verschiedener regionaler und nationaler Sportbünde sowie Hochschulsportverbände.

## Geschichte
Gegründet wurde das Unternehmen am 1. April 1949 von Karl-Heinz Thieme. In den frühen 1960er-Jahren wurden auf dem Firmengelände Werkstätten errichtet, um Produkte eigenständig herzustellen. 1971 begann der Ausbau des Lagerbereichs im Gewerbegebiet des zu Grasleben gehörenden Ortsteils Heidwinkel. Hans-Rudolf Thieme, Sohn des Gründers, führte 1979 ein elektronisches Warenwirtschaftssystem ein und trat 1983 der Geschäftsleitung bei. Durch die Einführung von Exportstrategien ab 1992 und dem Start eines Internet-Shops 1996 hat sich Sport-Thieme zu einem führenden Anbieter entwickelt. Nach dem Tod des Gründers 1999 setzte das Unternehmen seinen Wachstumskurs fort. Firmenkäufe trugen erheblich zur Expansion bei, darunter Reivo (1992), Olympia-Sporthaus Loydl (2000), Holz-Hoerz (2006) sowie Automaten Hoffmann (2012, später Sportime). Thiemes Schwiegersohn Maximilian Hohe trat 2011 ins Unternehmen ein und übernahm 2014 die Geschäftsführung. Im Jahr 2023 überschritt das Unternehmen im Konzernumsatz erstmals die Marke von 100 Millionen Euro. Zum Jahresbeginn 2024 hat Sport-Thieme einen neuen Markenauftritt eingeführt. Per 1. Januar 2025 konsolidierte das Unternehmen alle bisherigen Logistikstandorte an einem einzigen neuen Standort im sachsen-anhaltischen Haldensleben.

## Produkte und Dienstleistungen
Das Unternehmen bietet ein Sortiment an Sportartikeln für Schulen, Vereine, Fitness und Therapie, mit über 19.000 Artikeln für mehr als 70 Sportarten.

## Gesellschaften und Beteiligungen
Die Sport-Thieme GmbH ist international tätig und besitzt Beteiligungen in mehreren Ländern:
- Deutschland: Holz-Hoerz GmbH (100 %)
- Niederlande: Sport-Thieme B.V. (100 %)
- Norwegen: Klubben (Klubben A/S (38,7 %), Solves Gate A/S (37,2 %))
- Österreich: Sport-Thieme GmbH (100 %)
- Schweiz: Sport-Thieme AG (100 %)

## Kataloge und Onlineshops
Jährlich veröffentlicht Sport-Thieme Kataloge in verschiedenen Sprachvarianten sowie spezialisierte Themenkataloge. Der Onlineshop, aktiv seit 1996, ist in zahlreichen europäischen Ländern verfügbar. Neben dem deutschen Markt betreibt das Unternehmen Onlineshops in Belgien, Dänemark, Finnland, den Niederlanden, Norwegen, Österreich, Schweden, der Schweiz, Slowenien und einen internationalen englischsprachigen Onlineshop.